# Darband Sar
Darband Sar (persiska: دَربَندِ سَر, دربند سر) är en ort i Iran.   Den ligger i provinsen Teheran, i den norra delen av landet, 40 km norr om huvudstaden Teheran. Darband Sar ligger 2 633 meter över havet och antalet invånare är 843.
Terrängen runt Darband Sar är bergig norrut, men söderut är den kuperad.Runt Darband Sar är det glesbefolkat, med 19 invånare per kvadratkilometer. Närmaste större samhälle är Fasham, 11,0 km söder om Darband Sar. Trakten runt Darband Sar består i huvudsak av gräsmarker.